# Gezielte Armutsbekämpfung
Das Konzept der gezielten Armutsbekämpfung (vereinfachtes Chinesisch: 精准扶贫; traditionelles Chinesisch: 精準扶貧, pinyin: jīng zhǔn fú pín) wurde erstmals vom chinesischen Staatspräsidenten Xi Jinping während seiner Inspektionsreise in Xiangxi in der zentralchinesischen Provinz Hunan im November 2013 angesprochen.
Die Strategie zur gezielten Armutsbekämpfung wurde 2014 von der chinesischen Regierung offiziell verabschiedet. Der chinesische Premierminister Li Keqiang sagte in dem Rechenschaftsbericht der Regierung im März 2014, „Die lokalen Regierungen müssen die Ressourcen zur Armutsbekämpfung zusammenlegen ... und gezielte Maßnahmen ergreifen, um sicherzustellen, dass die Hilfe die von Armut betroffenen Dörfer und Haushalte erreichen könnten.“
Xi Jinping sagte in seinem Bericht des 19. Parteitags der KP Chinas auch, „Der Kampf zur Lösung von Schlüsselproblemen bei der Armutsüberwindung soll mit Entschiedenheit gewonnen werden. … Es gilt, … die Armen zweckdienlich und präzise zu unterstützen und sie dadurch aus der Armut zu befreien. … Es gilt ferner, … die Zusammenarbeit zwischen den östlichen und den westlichen Gebieten bei der Armutsüberwindung tief gehend durchzuführen sowie die Aufgabe der Armutsüberwindung in den besonders armen Gebieten schwerpunktmäßig zu erfüllen, um zu gewährleisten, dass die nach den geltenden Normen unseres Landes als Arme eingestuften Landbewohner bis 2020 aus der Armut befreit werden.“

## Historische Errungenschaften
Seit den späten 1970er Jahren konnten in China mehr als 700 Millionen Menschen aus der Armut befreit werden. Die ländliche Armutsquote sank von 97,5 % im Jahr 1978 auf 4,5 % im Jahr 2016.
Die Errungenschaften Chinas in der Armutsbekämpfung wurde offiziell von der UNO als außerordentliche Leistung anerkannt. Der französische Präsident Emmanuel Macron sagte bei seinem Chinabesuch, China habe 700 Mio. Menschen aus der Armut befreit, und jetzt könnten die Chinesen nach Europa kommen, um hier das Gleiche zu erreichen. „Das gilt auch für Frankreich, wo wir mit Massenarbeitslosigkeit konfrontiert sind und wir einem Großteil unserer Bevölkerung eine neue Zukunftsperspektive geben müssen. Das ist eine Herausforderung für die Welt, die heute eine Krise des globalisierten Kapitalismus erlebt, denn in den letzten Jahrzehnten sind die sozialen Ungleichheiten und die Konzentration des Reichtums immer weiter angewachsen.“
Ende 2017 belief sich die Gesamtzahl von unter der Armutsgrenze lebenden Chinesen auf 30 Mio., wie der Direktor des Büros für Armutsbekämpfung beim chinesischen Staatsrat, Liu Yongfu, am 5. Januar 2018 bekanntgab. Das bedeute, dass sich in den letzten fünf Jahren die Zahl der Armen um zwei Drittel reduziert habe, da 2012 noch 98,99 Mio. Menschen in Armut lebten. Das heiße, 2017 allein seien etwa 13 Mio. Menschen aus der Armut befreit worden.

## Ziele in kommenden Jahren
Im Jahr 2015 überarbeitete die chinesische Zentralregierung die Armutsgrenze und definierte, dass Menschen mit einem Jahreseinkommen von weniger als 2800 RMB (zirka 350 Euro) pro Jahr in absoluter Armut leben.
Der chinesische Staatspräsident Xi Jinping nannte auf einer Sitzung in Chengdu in der Provinz Sichuan im Februar 2018 im Hinblick auf die groß angelegte Anti-Armut-Kampagne für die kommenden drei Jahre folgende Ziele:
1. Schaffung von mehr Arbeitsplätzen
2. Verbesserung der Verhältnisse in Elendsvierteln
3. gezielte wirtschaftspolitische Maßnahmen zur Verbesserung der Bildung und Gesundheit in den sozial schwachen Regionen[10]

Bis zum Jahr 2020 will China die letzten rund 40 Millionen Chinesen aus der absoluten Armut befreien und allen Bürgern einen bescheidenen Wohlstand sichern.